# Нюбру
Ню́бру (швед. Nybro) — город в Швеции, административный центр коммуны Нюбру Кальмарского лена. Расположен в исторической провинции Смоланд. 
Население — 12598 человек (по данным на 2005 год).
Название «Нюбру» буквально означает «новый мост». Город был основан как торговый в XIX веке, но быстро превратился в промышленный. В 1865 году Нюбру стал муниципальным местечком (municipalköping). Получил права города в 1932 году.

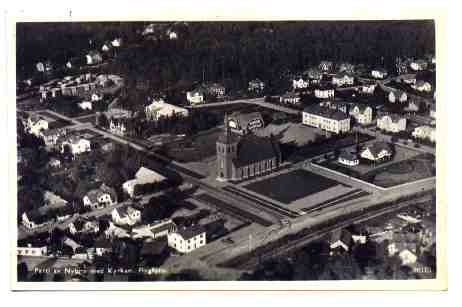
Город на открытке